# مناحي الهيضل
الشيخ الفارس مناحي بن خالد بن حشر بن عيران الهيضل شيخ وفارس وشاعر نشأ في البادية العربيّة وعاصر أحداثًا مهمّة وحضر بعضًا منها وخاض العديد من الحروب والمعارك، وكانت له إسهامات في توحيد المملكة العربية السعودية ومواقف مع الملك عبد العزيز آل سعود.

## نسبه وسيرته
هو الأمير مناحي بن خالد بن حشر بن عيران بن حجاب الخيل بن مهنا الهيضل بن مرزوق (الأول العيبة) بن محسن بن منيع او مانع، بن محسن بن محمد بن رميل بن زيد الملقب بملبس، بن مفلح، بن منصور الأبرق بن عامر بن ثابت.
أمير قبائل برقا من عتيبة، ويرجع نسبه إلى الرملة من الملابسة من الدعاجين من عيال منصور من برقا من قبيلة عتيبة، ومولده غير معروف كسائر أهل زمانه وقياساً على عمره عند وفاته وبكلام من عاصروه فالأرجح انه ولد في مابين عام 1275 ـ1280هـ، وتولى إمارة القبيلة عام 1298هـ تقريبا. قال عنه المؤرخ ابن خميس ما نصه: «كان شُجاعًا مشهورًا بالفروسيَّة له وقائعٌ وأيام شهدها مع ابن سعود وغيره، وكان إلى جانب ذلك حكيمًا مسدَّدًا»، وقال عنه الرّحالة أوبنهايم ما نصه: «أصبح مناحي الهيضل زعيم الدعاجين شيخ مشايخ برقا»، وقال عنه الرحالة جون حبيب ما نصه: «مناحي الهيضل الذي يعتبر شيخا لبرقا»، وقال عنه المؤرخ محمد العبيد ما نصه: «وأما مناحي المذكور فهو من أشجع فرسان عتيبة وأكرم رؤساء برقا»، وأضاف: «والحق يقال انه فارساً شجاعاً سخي جواد»، وأسرة الهياضلة من أكبر وأقدم أسر الإمارات القبلية، ولهم العطفة في قبيلة عتيبة، قال المؤرخ محمد العبيد:  «ولهم العطفة في أيام المناويخ»، وقال عنهم المؤرخ ابن خميس: «اسرة الهياضلة على رأس القبيلة في مواقفهم وكرمهم وشجاعتهم».

## مناويخه ومعاركه
قاد الأمير مناحي الهيضل معظم أحداث القبيلة في عصره كما حضر أحداثًا أخرى منها كون المليداء عام 1308هـ إلى جانب أهل القصيم، وشارك كذلك في كون الصريف عام 1318هـ إلى جانب ابن صباح وابن سعود وأهل القصيم وله عدة معارك ومناويخ أخرى، كما قاد قبيلة عتيبة في مناويخ واحداث عدّة كمناخ عرجاء 1313هـ، ومناخ الجنيفاء 1317هـ، وصبحه الأمير محمد ابن رشيد عدة مرات، وفيما يلي تفصيل شيء من معاركه:

### حضور الأمير مناحي الهيضل كون المليداء 1308هـ
كون المليداء  حدث في القصيم في عام 13\6\1308هـ بين الأمير محمد ابن رشيد واهل القصيم بقيادة الأميرين حسن بن مهنا أبا الخيل وزامل بن سليم، وقد حضرت الكون قبيلة عتيبة بقيادة الأمير مناحي الهيضل ومعه الشيخ هذال ابن فهيد وجهز بن هذال، وفي ذلك اليوم صارت الهزيمة على أهل القصيم ومن معهم وحصرت بعض من خيل عتيبة وأهل القصيم فلم يستطيعوا الخروج فتشاور مناحي وهذال في كيفية الخروج من حصار شمر وتمكنوا من اقتحام الجموع واستطاعوا الخروج بصعوبة فاتجهوا مباشرةً لمنازل أهلهم بالقرب من المليداء وكان الأمير مرزوق الهيضل (أبو عتيبة) مع العرب في منازلهم ولم يشارك في الوقعة لكبر سنه وكان متكئ على الشداد وكلما حضر له أحد العائدين من المعركة سألهم عن الأمير مناحي والشيخ هذال وكان الجواب واحد ان خيل شمر حالت بينا وبينهم، وأخر من أتاه ابن شنين والصانع وعندما سألهم الأمير مرزوق أجابوه بأن الخيل حالت دونهم فاعتقد الأمير مرزوق بأن الأمير مناحي قد قُتل فجزم (مات) وهو على الشداد، وعندما علم العرب بموته شدوا وهم لا يعلمون مصير الأمير مناحي الهيضل وهذال ابن فهيد، وفي هذه الاثناء الأمير مناحي وهذال ولم يجدا أهلهما في منازلهم فعرف الأمير مناحي ان الأمير مرزوق قد مات لأنه على يقين بأنه لن يأمر العرب بالشديد قبل ان يتأكد من مصيرهما، فلحقوا بالعرب وهم مرتحلون ونوخوا وصلوا على مرزوق ودفنوه، وقال الشاعر منيع القعود من أهل الدوادمي وكان من الموالين لابن رشيد قصيدة في المليدا تطرق فيها لمشاركة الأمير مناحي الهيضل والشيخ هذال بن فهيد، فقال:
والمقصود بابن هندي: الشيخ محمد بن هندي بن حميد، وأخو هملا: الشيخ هذال بن ضمن ابن فهيد، وشيخ برقا: الأمير مناحي الهيضل.

### معركة مع قبيلة سبيع 1300هـ تقريبًا
وكانت بين قبيلة عتيبة بقيادة الأمير مناحي الهيضل وبين قبيلة سبيع بقيادة الشيخ ابن عمران، وفيها قتل الأمير مناحي الهيضل ابن عمران واخذ حصانه (شوافان) قلاعة وهو من أشهر الاحصنة في نجد، وانتهت المعركة بانتصار قبيلة عتيبة، ثم بعد ذلك سمع الأمير محمد ابن رشيد بشهرة الحصان شوافان فأرسل إلى الأمير مناحي الهيضل ان يبيعه الحصان أو يعطيه إياه فرفض الأمير مناحي ذلك، وقال حاديًا ومخاطبًا ابن عمه الشيخ بدر بن صلال الهيضل:
فأغار عليه الأمير محمد ابن رشيد بالقرب من جبل قرادان إلى أنه لم يستطع أن يأخذ الحصان، ثم بعد تلك الغارة ارتفع الأمير مناحي الهيضل بقبيلته إلى عالية نجد وقال في ذلك مخاطبًا الأمير محمد ابن رشيد ومبينًا أنه لم يخف من أي بدوي قط:

### لوم عبيد بن مصلح الدعجاني
كان هناك رجل من قبيلة قحطان جارٌ لعبيد بن مصلح من الزرقان من قبيلة الدعاجين،  فحدثت غارة فيما بعد من قبيلة المقطة على قحطان وكان مما أُخذ نياق الرّجل القحطاني الذي كان جاراً لعبيد بن مصلح، فجاء القحطاني يطلب أداء الناقة من عبيد بن مصلح، فركب عبيد إلى مناحي الهيضل وأخبره بالأمر، فأرسل مناحي الهيضل ناصر ابن عقيل إلى محمد بن هندي بن حميد يطلب منه أن يؤدي النياق، وقال مناحي مخاطبًا عبيد بن تركي بن حميد:
فتلكأ الحمدة في أداء الإبل، ثم أرسل لهم مناحي الهيضل نادر الهريفي، وقال مناحي:
يا عبيد انا ما اصبر على المنقود جاء الحول ما أديتوا على الزرقان
والله    لأروي   جبهـــا  والعــود الصبح  لا  جــاء  للرمك  ميـــدان

ثم بعد ذلك أتى أدرك محمد بن هندي خطورة الأمر فأخذ الإبل وأداها لمناحي الهيضل دون منازعة.

### مناخ الشعراء (عرجاء) 1313هـ
تناوخت قبائل برقا بقيادة الأمير مناحي الهيضل ومعه الشيخ هذال ابن فهيد والشيخ محمد ابن هندي والشيخ شبيب ابن حجنة والشيخ جزا أبا العلا وقبائل مطير بقيادة الشيخ نايف بن هذال ابن بصيص ومعه الشيخ وطبان الدويش وعماش الدويش، وكانت برقا على الشعراء ومطير على الدوادمي،  وبعد عدة أيام من طراد الخيل ارسل ابن بصيص المراسيل إلى قبيلة حرب يطلب نجدتهم، فأتوا الحروب بقيادة الشيخ صنيتان الفرم ونزلوا على عرجا وفي هذه الأثناء جاءت جموع الروقة على رأس الشيخ تركي ابن ربيعان مساندة لبرقا، وفي أحد أيام المناخ واثناء طراد الخيل أُصيب كلٍ من الأمير مناحي الهيضل وخزام المهري وجزا أبا العلا برؤوس الرماح ولم يروا بأسًا، وفي اصابته يقول أحدهم:
وعندما شعر ابن بصيص بالهزيمة قرر الانسحاب وترك حليفه الفرم يواجه مصيره، فاشعل النيران ليلا وربط الكلاب وانسحب من فوره، وفي الصباح قرر العتبان حسم المناخ فانقسمت قوات عتيبة إلى قسمين قسم توجه إلى الدوادمي بقيادة الشيخ تركي بن ربيعان وقسم توجه لعرجاء بقيادة الأمير مناحي الهيضل فاتجه كل جيش إلى هدفه وعندما اقبل ابن ربيعان على الدوادمي يريد المطران فاذا القوم قد هربوا فالتف ناحية عرجا ولحق بالهيضل والتحم الجيشان على مشارف عرجا صباحًا وعندما علمت حرب بهروب ابن بصيص والقحاطين وهجوم عتيبه خارت معنوياتهم وماهي الا ساعة حتى انهزم الحروب هزيمة منكرة، وقد فيل في هذا المناخ العديد من القصائد أشهرها قصيدة الشّاعر فراج التّويجر التي يقول منها:

### مناخ الجنيفاء 1317هـ
والجنيفاء موضع بعالية نجد وقد جرا فيه مناخ من المناويخ المشهورة بين قبيلة عتيبة بقيادة مناحي الهيضل وبين قبيلة مطير بقيادة الشيخ نايف ابن بصيّص ويسانده قبائل من قحطان بقيادة الشيخ عشق ابن شفلوت حيث نزلت تلك الأحلاف بديار عتيبة فأرسل إليهم مناحي الهيضل أن يرحلوا عن بلاد عتيبة فأبوا ان يرحلوا ثم أرسل إلى من يليه من قبائل عتيبة فقدم إليه الشيخ محمد بن هندي ابن حميد والشيخ شبيب ابن حجنة والشيخ جزا أبا العلا وغيرهم، فحصلت بعد ذلك عدة معارك بين الطرفين وكان الطراد يوميًا على الخيل واستمر المناخ قرابة العشرين يومًا، ثم أرسلت قحطان ومطير تطلب الصلح فقبل مناحي الهيضل بشرط أن يرحلوا فرحلوا متفرقين، وفي أحداث هذا المناخ يقول الشيخ تريحيب ابن بصيص:
والمقصود بابو سلطان: الشيخ محمد بن هندي، ومناحي: الأمير مناحي الهيضل.

### معركة طريف الحبل 1321هـ
طريف الحبل موضع في الوشم حدثت فيها اغار فيها الأمير عبدالعزيز ابن رشيد الملقب بالجنازة على مناحي الهيضل وقبيلة عتيبة، فحدثت معركة طاحنة تمكنت فيها عتيبة من حماية إبلهم، قال ابن بسام عن هذه المعركة: «ثم ان ابن رشيد خرج من بريدة وأغار على عتيبة في طريف الحبل وأخذ على الهيضل غنمًا وحلّة».

### معركة القصب
القصب موضع في الوشم حدثت فيه معركة بين مناحي الهيضل وبين 70 فارس من قبيلة مطير  على رأسهم الشيخ مشاري بن بصيص، حيث أخذ المطران الإبل وهي على الماء وساقوها من حيث أتوا فلحقهم مناحي الهيضل بمفرده وتمكن من قتل 4 رجال منهم واسترد الإبل وبعد ان استتب الأمن تواجهوا عند الملك عبد العزيز، فسأل الملك الشيخ مشاري قائلاً: «يا مشاري كيف خيال يغلبكم وانتم سبعين خيال عشرة يجونه من يمين وعشرة من يسار وعشرة من قدامه وعشرة من خلفه»، فالتفت مناحي الهيضل وقال: «تلومهم وأنت بالسعة والله لو انك معهم ان تضيق بك الوسيعة» فضحك الملك من قوله، وقال في ذلك أحد الشعراء:
وقال في أيضًا الشاعر سويلم بن عيسان الثبيتي:

### معركة الاثلة
والاثلة موضع في نجد حدثت في معركة بين قبيلة عتيبة بقيادة مناحي الهيضل وقبيلة مطير بقيادة الشيخ نايف بن هذال ابن بصيّص، وقبل هذه الوقعة كانت بعض من قبائل عتيبة مع مناحي الهيضل قاطنين على الاثلة وارتحل بعضهم وسندوا لسبب ما وبقي بعضهم وأتاهم النذير يخبرهم بأن ابن بصيص متجه إليهم فارسل مناحي الهيضل للشيخ محمد بن هادي البراق وكانوا بالقرب منهم، فحضر البراق وجماعته وحدثت وقعة انتصر فيها العتبان وقال مناحي:

### معركة المفروقة
المفروقة هضبة في الصمان حدثت بالقرب منها معركة ضارية بين قبيلة عتيبه بقيادة مناحي الهيضل وبين قبيلة مطير بقيادة الشيخ نايف بن هذال ابن بصيص، وقال فيها الفارس فريج ابن حزران:

## وقفة الأمير مناحي الهيضل مع عبد العزيز آل سعود
منذ ان فتح الملك عبد العزيز آل سعود الرياض عام 1319هـ والأمير مناحي الهيضل عونًا له فقد كان من أوائل من وفدوا عليه وبايعوه من أمراء القبائل، وقد كان مقربًا من الملك وعوناً له في حروبه لتوحيد هذه البلاد وحضر معه في عدة معارك كمعركة البكيرية ومعركة الشنانة ومعركة روضة مهنا ومعركة المجمعة ومعركة الطرفية ومعركة جراب وفتح الأحساء، وحصار حائل، ومعركة السبلة 1347هـ إلى جانب الملك عبد العزيز طيّب الله ثراه، وبعد خلاف إخوان من أطاع الله مع الملك عبد العزيز وقف الأمير مناحي الهيضل مع الملك وقفة صادقة وقابله عدة مرات في الرياض والدوادمي عند بداية الخلاف، حيث ذكر غلوب باشا (أبو حنيك) عن ذلك ما نصه: «الموالون من عتيبة بقيادة ابن ربيعان ومناحي الهيضل»، وقد ذكر جون سانت حبيب ان الأمير مناحي الهيضل كان من الموالين للملك عند خلافه مع الإخوان، وقد حضر مؤتمر الشعراء واجتماع الملك بشيوخ قبيلة عتيبة في الدوادمي.

## مآثر الأمير مناحي الهيضل
جمع الأمير مناحي الهيضل العديد من المآثر والمفاخر التي يصعب علينا حصرها والتحدث عنها، فمن جمع الإمارة والفروسية والكرم والدّين والحكمة والشعر لا توفي حقه المؤلفات فما بالك بالأسطر، وفيما يلي بعض من مآثر الأمير مناحي الهيضل.

### كرمه وجوده
يعد الأمير مناحي الهيضل من نوادر عصره بالكرم على أنه كان مقل من المال دائماً كما ذكر المؤرخ العبيّد في حديثه عنه، وذكر الشيخ عبد الرحمن أبو بكر أن ذبح الجزور في محافظة الدوادمي قاطبة كان عادةً للأمير مناحي الهيضل ثم ابنه سجدي، وقد مات مناحي الهيضل رحمه الله ولم يترك وراءه سوى ثلاث من الخيل من مربط الحرق وثلاثة سيوف، وله العديد من المواقف والقصص الدالة على جوده وكرمه منها: انه في إحدى المرات استضافه قومٍ ولم يجد لإكرامهم إلا راحلته فذبحها لهم، وفي ذلك يقول «الشاعر مطلق بن مثيبه العتيبي»:
كذلك من قصص كرمه انه قد اشتري 40 رأسا من الخرفان من صنهات القدّاح وامر ابنه سجدي ان يذبحها جميعًا لاهل الحفيرة والقاطنين عليها من قبيلة عتيبة والقبائل الأُخرى، وعندما احضرت الصحون أخذ يتعكز على سيفه ويعدها فإذا هي 38 صحن فغضب عندما علم ان ابنه سجدي قد ترك خروفين لم يذبحهما، وقد جرت له قصه مماثله لقصتة السابقة مع أحد الروسان ويدعى النصيف حيث اشترى منه ما يقارب 30 راس من الأغنام وذبحها جميعاً وقدمها لأهل الحفيرة والقاطنين عليها، وثبت عن الأمير مناحي الهيضل أنه لم يذبح (التيس) طيلة حياته، وفي ذلك قال الشاعر سويلم بن عيسان العتيبي:
ومن قصص كرم الأمير مناحي الهيضل أنه عندما ذهب للسلام على الملك عبد العزيز وهو في جدة قام الملك بإعطائه مائة كيس مؤونة، ولم يصل الأمير مناحي إلى بلده إلا وقد نفدت جميعها، حيث فرقها على كل من طلبه شيئًا منها، وللأمير مناحي الهيضل صينيتين (جفنتين) إحداهما تسمى مرزوقه والأخرى تسمّى هدّامه كانتا تملآن بالإبل والضأن في الأيام الموحشة والسنين العجاف، وفي هدامة يقول الشاعر عبد المحسن البدراني متحدثاً عن كرم الأمير مناحي:
وفي كرم الأمير مناحي الهيضل يقول الشاعر فريج بن حزران الدّعجاني:
وفيه أيضًا يقول الشاعر صنيدح بن شويمان المقاطي:

### شجاعته وإقدامه
كما ان الأمير مناحي الهيضل يعد من نوادر عصره بالكرم، فإنّه يعد من نوادر عصره بالفروسيّة والإقدام، وكانت أفعاله وقصص شجاعته حديث المجالس ومحل الإعجاب، فمنها ما تقدّم معنا في وقعة القصب حيث واجه 70 فارسًا من قبيلة الصعران وعلى رأسهم الشيوخ مشاري بن بصيص وتريحيب بن شري وغالب وغلاب فكفّهم جميعاً واسترد الإبل بمفرده، ومما عُرف عن الأمير مناحي الهيضل أنه كان لا يستخدم البنادق الحديثة في معاركه ولا يرضاها لأنه لا يراها شجاعة، وقد قال في ذلك:
فلمَّا سمع الشَّيْخ تُريحيب بن شري بن عليّان ابن بُصيِّص (الفارسُ المَشْهُور) هذا الحُداء رمى بِبُدُقِيَّة كانت معه، وأَقسم أَلاّ يستخدمها مرَّةً أُخرى، ومن حُداء الأَمير مناحي الهيضل قوله متسائلاً كيف يُمدح من يستخدم البنادق؟ (حيث يرى أنَّها لا تدُلُّ على الشَّجاعة) ومتوجدًا على عصرٍ مضى حيث كان سِلاحُ الرِّجال فيه الرِّماح والسُّيوف:
ومن حداء الأمير مناحي الهيضل الدال على شجاعته قوله:
وقوله أيضًا:

| لي مهرةٍ فيها دحم  |  | تلحق بعرقٍ فيه ريش  |
| والطير يبي له لحم |  | ملزوم ن1بح له دويش |

وللأمير مناحي الهيضل شلفا (رمح) تسمى عيده، قال فيها الشاعر عبد المحسن البدراني:
وقال فيها الأمير مناحي الهيضل يخاطب صانعه ان يحد سنانها:

### دهاؤه وحكمته
قال المؤرخ ابن خميس عن حكمة الأمير مناحي الهيضل ما نصه: «وكان إلى جانب ذلك حكيمًا مسددًا»، فمن حكمة الأمير مناحي ابياته التي قالها وأصبحت مثلاً دارجا يتناقله الناس:
ومن حكمة الأمير مناحي قصيدته المشهورة والتي يقول منها:

## عقبه
وقد أعقب الأمير مناحي الهيضل خمسة من الأبناء هم:
- الشيخ صلال بن مناحي الهيضل: وهو أكبر أبناء الأمير مناحي الهيضل وكان يكنى به، وكان الشيخ صلال ذا جود وكرم حاتمي، وتوفي قبل وفاة والده ببضع سنوات، وله عقب.
- الشيخ خالد بن مناحي الهيضل: وكان من أفرس أهل زمانه، وقد توفي عام 1319هـ متأثرا بإصابته في إحدى المعارك، ولم يكن قد تجاوز العشرين عاما، وليس له عقب.
- الشيخ نايف بن مناحي الهيضل: كان ذا حظ كبير ولقب برغوان لكثرة إصابته المغنم في غزواته، وقد توفي متأثرا بإصابته في إحدى المعارك عام 1326هـ، وقد انقطع عقبه.
- الأمير سجدي بن مناحي الهيضل: تولى إمارة القبيلة وهجرة الحفيرة بعد وفاة والده، ثم تولى إمارة الفوج الثامن بالحرس الوطني بعد وفاة اخيه الأصغر محمد عام 1379هـ، وقد توفي عام 1388هـ ودفن في مدينة الطائف، وله عقب.
- الشيخ محمد بن مناحي الهيضل: وهو أصغر أبناء الأمير مناحي الهيضل وكان يتصف بدماثة الخلق وحسن العشرة وكان محبوبًا لدى القبيلة، تولى إمارة الفوج الثامن بالحرس الوطني حتى توفي بالطائف عام 1379هـ، وله عقب.